# Морру-Кабеса-ну-Темпу
Морру-Кабеса-ну-Темпу (порт. Morro Cabeça no Tempo) — муниципалитет в Бразилии, входит в штат Пиауи. Составная часть мезорегиона Юго-запад штата Пиауи. Входит в экономико-статистический микрорегион Шападас-ду-Эстрему-Сул-Пиауиенси. Население составляет 4068 человек на 2010 год. Занимает площадь 2116,936 км². Плотность населения — 1,92 чел./км².

## Демография
Согласно сведениям, собранным в ходе переписи 2010 г. Национальным институтом географии и статистики (IBGE), население муниципалитета составляет:
| Полное население                               | Полное население                               | Полное население                               | Полное население                               | 4068  |
| ---------------------------------------------- | ---------------------------------------------- | ---------------------------------------------- | ---------------------------------------------- | ----- |
| в том числе:                                   | Городское население                            | 1404                                           | Процент городского населения, %                | 34,51 |
|                                                | Сельское население                             | 2664                                           | Процент сельского населения, %                 | 65,49 |
|                                                | Мужское население                              | 2061                                           | Процент мужского населения, %                  | 50,66 |
|                                                | Женское население                              | 2007                                           | Процент женского населения, %                  | 49,34 |
| Плотность населения, чел/км²                   | Плотность населения, чел/км²                   | Плотность населения, чел/км²                   | Плотность населения, чел/км²                   | 1,92  |
| Население муниципалитета в % к населению штата | Население муниципалитета в % к населению штата | Население муниципалитета в % к населению штата | Население муниципалитета в % к населению штата | 0,13  |

По данным оценки 2016 года, население муниципалитета составляет 4073 жителя.

## Статистика
- Валовой внутренний продукт на 2003 год составляет 5 434 249,00 реалов (данные: Бразильский институт географии и статистики).
- Валовой внутренний продукт на душу населения на 2003 год составляет 1185,74 реалов (данные: Бразильский институт географии и статистики).
- Индекс развития человеческого потенциала на 2000 год составляет 0,558 (данные: Программа развития ООН).